# تشكيل فراغي

التصاوغ المرآتي مثال على اختلاف التشكيل الفراغي

التشكيل الفراغي (أو التشكيل الجزيئي) هو الشكل أو الترتيب الهندسي للروابط بين ذرات الجزيء في الفراغ ثلاثي الأبعاد. لا ينطبق مفهوم التشكيل الفراغي على التصاوغ الشكلي، إذ أن الأخير يحدث نتيجة للدوران حول الرابطة الأحادية.
تدعى إمكانية المجموعة نفسها من الذرات المرتبطة بين بعضها في جزيء ما لأن تأخذ وضعيات فراغية مختلفة باسم التصاوغ الفراغي. من الأمثلة المعروفة على التشكيل الفراغي كل من التصاوغ الهندسي والتصاوغ المرآتي.
تمتلك المتصاوغات الفراغية خواصاً مختلفة، وهذا ينعكس على العقاقير والأدوية، إذ أن اختلاف الخواص في المتصاوغات الفراغية يؤدي إلى اختلاف الفعالية الفيزيولوجية، وهو بالتالي يتعلق بالأثر الدوائي المطلوب وعلم السموم والاستقلاب في العقار الدوائي.